# Monasterio de San Pablo

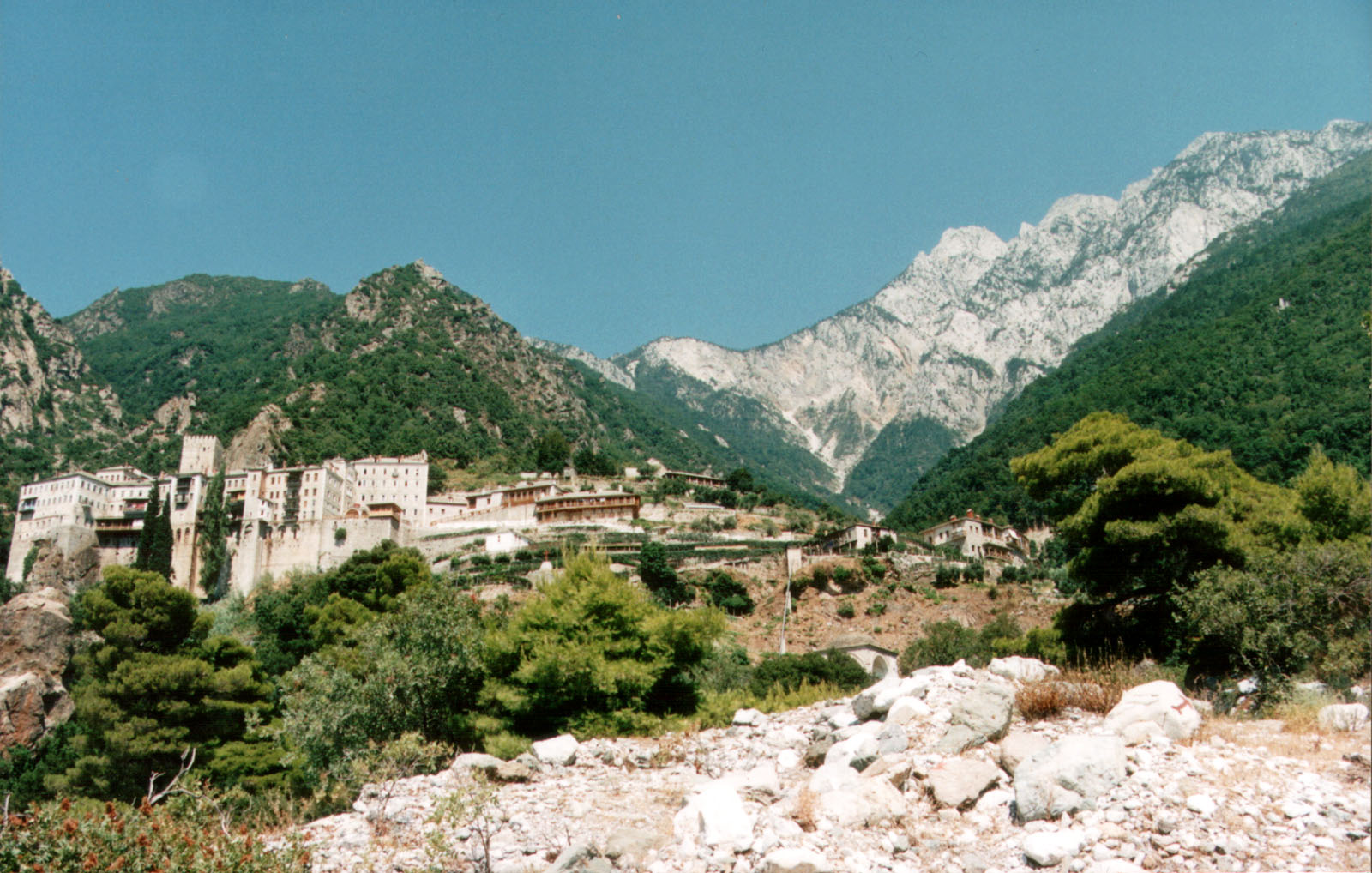
Monasterio de San Pablo.

El Monasterio de San Pablo (Μονή Αγίου Παύλου) es un monasterio ortodoxo del Monte Athos, Grecia. Es el decimocuarto monasterio de la jerarquía de los monasterios de la Montaña Sagrada y está situado en la parte occidental de la península del Monte Athos. 

## Historia
Fue fundado a mediados del siglo X por San Pablo de Xeropotamou. Está dedicado a la Presentación de Jesús que se celebra el 2 de febrero según el calendario gregoriano (el 15 de febrero según el calendario juliano). La biblioteca contiene 494 manuscritos y, en torno a 12 000 libros impresos. En el monasterio viven unos 30 monjes.
Entre los innumerables tesoros y reliquias sagradas que se conservan en el Monasterio los más preciosos e invaluables para la ortodoxia griega son los    Santos Dones ofrecidos por los tres Magos del Oriente al Jesús recién nacido: Oro, incienso y mirra. Por razones de seguridad, se distribuyen solo en forma de varias reliquias, solo algunas de las cuales se exhiben a los visitantes del Monasterio de San Pablo y ocasionalmente, se transportan para verlas a varias metrópolis fuera del Monte Athos.
La autenticidad de los dones de los magos se basa en parte en la tradición oral y el resto en la historia. Pero lo que confirma la autenticidad de los Dones Sagrados de manera más poderosa es la fragancia inconfundible que han impartido repetidamente, y sus poderes curativos y milagrosos siguen siendo potentes hasta el día de hoy, según las autoridades ortodoxas.